# Epanthidium dilmae
Epanthidium dilmae är en biart som först beskrevs av Urban 1991.  Epanthidium dilmae ingår i släktet Epanthidium och familjen buksamlarbin. Inga underarter finns listade i Catalogue of Life.